# 엑슨 플로리오 조항
엑슨–플로리오 조항(Exon–Florio Amendment) 50 U.S.C. app 2170은 미국 의회가 자국내 투자 자본에 대한 제재를 가하고자 제정한 법이다.
관련 내용은 외국인투자자가 투자할 시 해당분야가 국가 안보에 현격한 영향을 끼칠 경우 미국 대통령이 이를 막을 수 있다는 것이다. 단, 관련 외환 투자가 국가안보에 현격한 위협을 가한다고 판단될 때에 한정한다. 로널드 레이건 행정부 시절 도입됐다.
제임스 엑슨 상원 의원과 제임스 플로리오 의원이 발의하여 지지했기에 조항의 명칭 또한 엑슨플로리오 조항이 됐으며 당시 법안 발의는 일본계 기업의 미국 내 확장에 따른 불안감이 나타났기 때문이다.